# Sin (chanson)
 (janvier 2025).
Si vous disposez d'ouvrages ou d'articles de référence ou si vous connaissez des sites web de qualité traitant du thème abordé ici, merci de compléter l'article en donnant les références utiles à sa vérifiabilité et en les liant à la section « Notes et références ».
Pour les articles homonymes, voir Sin.
Singles de Nine Inch Nails
Head Like a Hole
(1990) Happiness in Slavery
(1992)
Sin (aussi connu comme Halo 04) est un single de Nine Inch Nails pour la chanson du même nom parue en 1990.

## Le single
Sin est le quatrième Halo officiel de Nine Inch Nails. C'est aussi le dernier issu de l'album Pretty Hate Machine. Il contient trois remixes de Sin.
Get Down, Make Love est une reprise par Nine Inch Nails du titre de l'album News of the World de Queen.

## Le clip

### Versions existantes
- TVT Records TVT 2617-0 - US 12" Vinyle
- TVT Records TVT 2617-1 - US 12" Vinyle
- TVT Records TVT 2617-2 - US CD
- Island Records CID 508 866 151/2 - UK CD

### Liste des chansons

#### Version US
1. "Sin (long)" (remixé par Adrian Sherwood, Keith LeBlanc) - 5:51
2. "Sin (dub)" (remixé par Sherwood, LeBlanc) - 5:00
3. "Get Down, Make Love" (reprise par Jeff Newell, Al Jourgensen, Trent Reznor, Sean Beavan) - 4:19
4. "Sin (short)" (remixé par Sherwood, LeBlanc) - 4:19

#### Version anglaise
1. "Sin (short)" (remixé par Sherwood, LeBlanc) - 4:19
2. "Sin (long)" (remixé par Sherwood, LeBlanc) - 5:51
3. "Get Down, Make Love" (reprise par Jeff Newell, Alien Jourgensen, Trent Reznor, Sean Beaven) - 4:19
4. "Sin (dub)" (remixé par Sherwood, LeBlanc) - 5:00